# Johan T. Lindwall

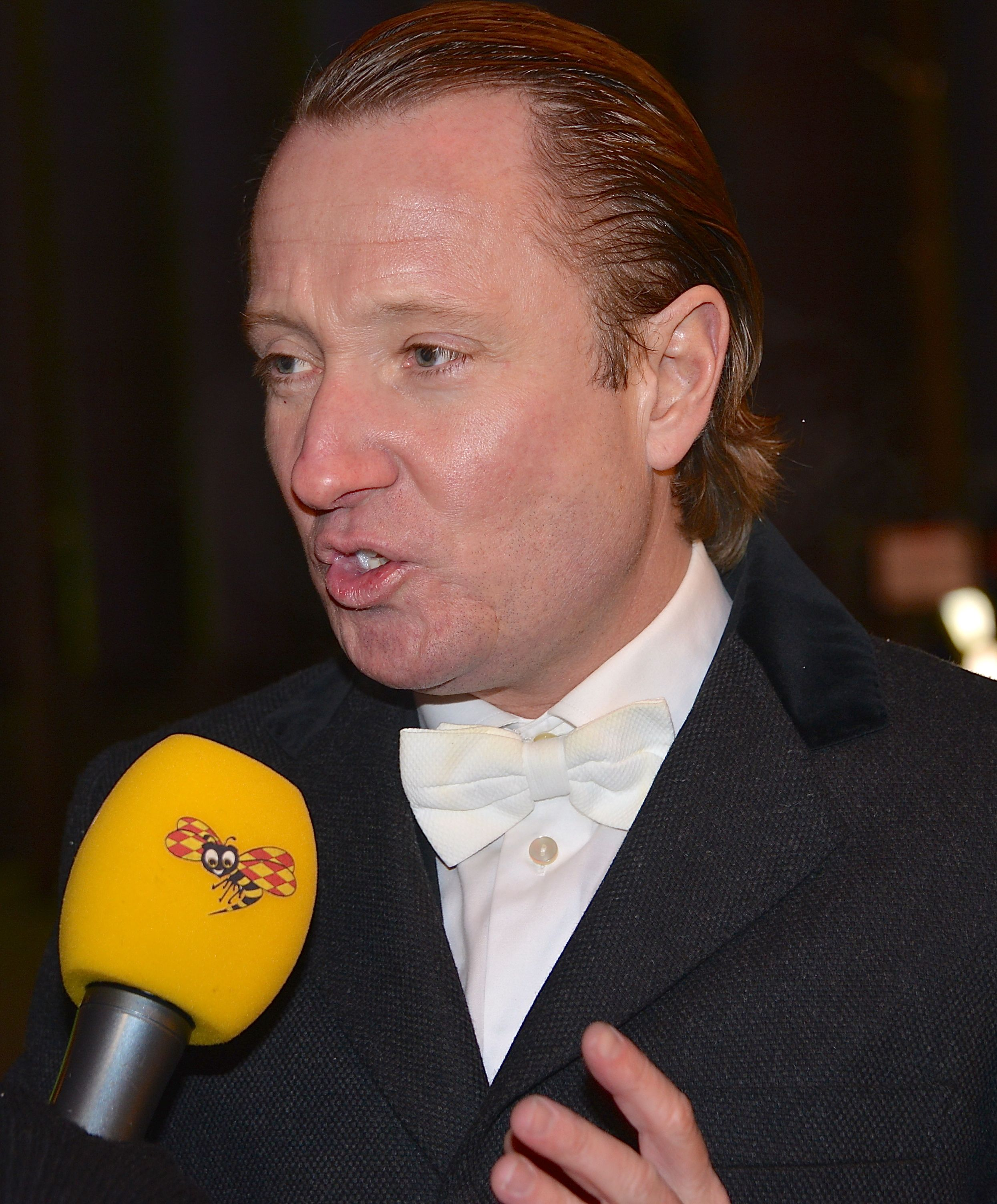
Johan T Lindwall på ett reportageuppdrag.

Bengt Johan Tore Lindwall, känd som Johan T. Lindwall, född 19 oktober 1971 i Högsby församling, Kalmar län, är en svensk journalist och författare. Sedan 2016 är han chefredaktör för Svensk Damtidning.

## Biografi
Lindwall är son till prästen Bengt Lindwall och journalisten Marita Lindwall. Han gick på Rödsleskolan i Oskarshamn till årskurs 5.

### Karriär
Innan Lindwall började på Expressen arbetade han på Se & Hör, ett jobb han fick efter en artikel i Kvällsposten om en nakenbadande Richard Gere och hans dåvarande svenska flickvän i Båstad 1995. Bilderna togs av fotografen Bertil Haskel.
Lindwall, som under tonåren skrev dataspelsrecensioner för Expressen, gjorde efter gymnasiet tjänsteplikt vid tidningen Värnpliktsnytt. Under 2004 till 2006 var han Expressens utrikeskorrespondent i New York. Efter flera år som reporter vid tidningen Expressen där han bevakade kungahuset och kändisar tillträdde Lindvall i december 2016 som chefredaktör för tabloidtidningen Svensk Damtidning.
Johan T. Lindwall har gett ut fyra böcker om personer i kungafamiljen, två av dem om kronprinsessan Victoria, en om prinsessan Madeleine och en om prins Carl-Philip.

## Kritik
Lindwall har flera gånger gått ut med uttalanden om kungahuset som sedan visat sig inte vara korrekta, däribland förlovningen mellan prinsessan Madeleine och Jonas Bergström. Han har även blivit kritiserad för bristen på källor i sina artiklar. Istället refererar han till "mina små spioner".
Detta har lett till skarp kritik från branschen. Bland annat har Bengt Olof Dike, tidigare politisk redaktör på Norrköpings Tidningar, allvarligt ifrågasatt Lindwalls trovärdighet i Dagens Media. Lindwall har även ifrågasatts av Jan Guillou som menar att Expressenreportern hittar på sina nyheter.
När Lindwall i mars 2010 släppte boken Victoria - prinsessan privat blev han på nytt kritiserad för sina anonyma källor. Boken var fylld av osanna uppgifter, vilket gjorde att kronprinsessan Victoria tog avstånd från skildringen och menade att Lindwall gav en felaktig bild av henne. Även Lindwalls bok om prinsessan Madeleine kritiseras hårt av kungafamiljen och hovets presschef Bertil Ternert, som menar att boken innehåller grova faktafel. 
Ytterligare kritik uppstod under ett statsbesök i Botswana 2011 där kungen tröttnade på Lindwalls frågor av privat karaktär. När reportern frågade om drottning Silvias sjukdom markerade kungen och svarade ironiskt:
"Eftersom det är du som frågar, så skulle jag vilja säga att hon mår jättedåligt och jag tror faktiskt att det är läge för någon läkare att skära av hennes öron, faktiskt".  
Expressen mörkade först händelsen med sin dåvarande hovreporter genom att köpa loss filmklippet av bildbyrån Scanpix. SVT hade dock filmat samma incident och sände klippet i sina nyhetssändningar och senare även i Året med kungafamiljen.
Lindwall har också blivit omdebatterad i Stjärnorna på slottet sedan han givit Kjell Bergqvists barn en engångskamera, när denne under 1990-talet medverkade i Fångarna på fortet. Lindwall ska senare ha tagit tillbaka denna kamera för att sedan kunna publicera bilderna i Se & Hör. För detta har Kjell Bergqvist kritiserat Lindwall skarpt.